# Béthines
Béthines település Franciaországban, Vienne megyében. Lakosainak száma 470 fő (2022. január 1.). Béthines Concremiers, Ingrandes, Saint-Hilaire-sur-Benaize, Haims, Journet, Liglet, Saint-Germain és Villemort községekkel határos.

## Népesség
A település népességének változása:
| Lakosok száma | 476  | 475  | 480  | 473  | 474  | 474  | 475  | 472  | 470  |
|               | 2013 | 2015 | 2016 | 2017 | 2018 | 2019 | 2020 | 2021 | 2022 |